# Gare de Paveliets
La gare de Paveliets (Павелецкий вокзал) est l'une des neuf gares ferroviaires d'importance de Moscou. Elle est nommée d'après le village de Paveliets dans l'oblast de Riazan et se trouve sur la place de Paveliets en centre ville. 

## Histoire
La gare a été construite en huit mois et inaugurée le 1er septembre 1900. Elle a été bâtie dans le style Empire par l'architecte A. Krassovski et restaurée en 1987. C'est ici que les Moscovites ont défilé devant la dépouille mortelle de Lénine en 1924. Son train funéraire se visite.

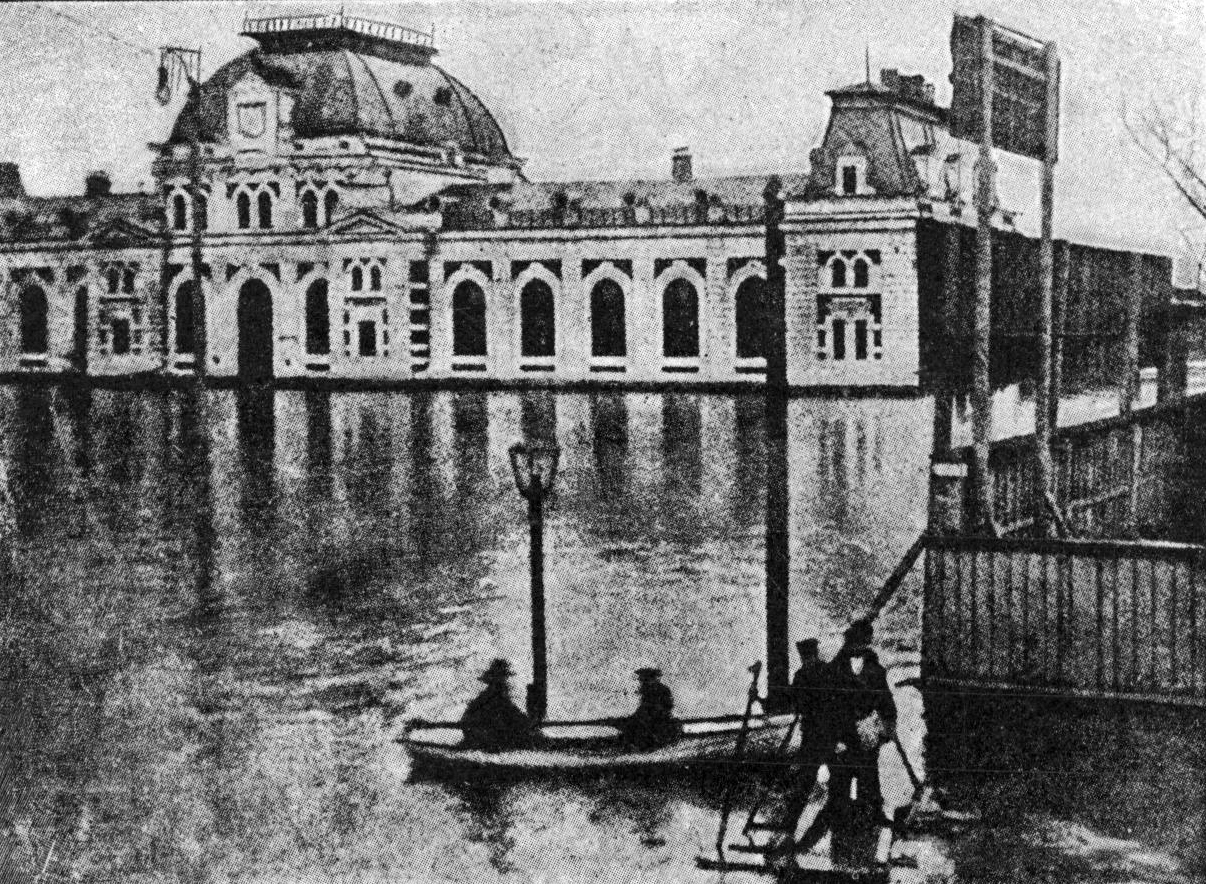
Lors d'une inondation en avril 1908.

## Desserte
La gare de Paveliets est le point de départ de nombreux trains de banlieue et de l'aéroexpress qui la relie à l'aéroport international Domodiedovo. Elle dessert Lipetsk, Vidnoïe et Kachira. Les lignes longue distance desservent Donetsk, Louhansk, Saratov, Tambov, Voronej, la région de la Volga et Volgograd, Astrakhan, Novorossiisk, Almaty, Bakou, etc.

## Musée
L'emprise de la gare accueille le 
musée ferroviaire de la gare de Moscou.